# National Youth Orchestra of Wales
National Youth Orchestra of Wales (velšsky Cerddorfa Genedlaethol Ieuenctid Cymru) je velšský mládežnický orchestr založený Irwynem Waltersem v roce 1945 v Cardiffu. Hrají v něm hudebníci od třinácti do jedenadvaceti let věku. Koncertuje převážně ve Walesu, ale občasně vyjíždí i do jiných zemí. Mezi dirigenty orchestru patří například Clarence Raybould (1945–1966), Elgar Howarth (1991–1995) nebo Owain Arwel Hughes (2003–2010). Ve svých začátcích zde působili například Karl Jenkins či John Cale.